# Кот, Александр Васильевич
Александр Васильевич Кот (род. 20 июня 1952 года) — советский и российский военный деятель и педагог, кандидат педагогических наук, генерал-майор. Начальник Серпуховского военного института ракетных войск (2002—2007).

## Биография
Родился 20 июня 1952 года в Омске.
С 1969 года проходил действительную срочную службу в рядах Сухопутных войск СССР. С 1970 по 1974 год обучался в Камышинское высшее военно-строительное командное училище, которое окончил с отличием. С 1974 по 1979 году служил в составе частей Центральной группы войск на различных командных должностях в том числе командиром взвода и роты.
С 1979 года служил в составе Ракетных войск стратегического назначения СССР — Ракетных войск стратегического назначения Российской Федерации. С 1979 по 1983 год обучался на инженерном факультете Военной академии имени Ф. Э. Дзержинского, которое окончил с отличием. С 1983 по 1993 год служил на различных командных должностях, в том числе начальником штаба — заместителем командира и командиром ракетного дивизиона, начальником штаба — заместителем командира и командиром ракетного полка. С 1993 по 1996 год — начальник штаба — заместитель командира и с 1996 по 2000 год — командир 42-й ракетной дивизии в составе 27-й гвардейской ракетной армии, в частях  дивизии под руководством А. В. Кота состояли подвижные грунтовые ракетные комплексы стратегического назначения с трёхступенчатой твердотопливной межконтинентальной баллистической ракетой «Тополь». В 1997 году Указом Президента Российской Федерации А. В. Коту было присвоено воинское звание генерал-майор. С 2000 по 2002 год — заместитель командующего 33-й ракетной армии.
С 2002 по 2007 год — начальник Серпуховского военного института ракетных войск, институт под руководством А. В. Кота являлся единственным в Министерстве обороны Российской Федерации, который готовил военных специалистов с высшим образованием по вопросам эксплуатации многоосных колёсных транспортных средств и по навигационным системам и средствам контроля за ядерными взрывами. С 2007 года после увольнения в запас Вооружённых сил Российской Федерации занимался научно-педагогической работой на кафедре тактики подразделений и частей ракетных войск стратегического назначения этого военного института. В 2005 году защитил диссертацию на соискание учёной степени кандидат педагогических наук.

## Награды
- Орден «За военные заслуги»[1]